# 黑金星
黑金星，本名朴采緖，舊譯朴采书，「黑金星」是其作为韩国国家安全企划部（现国家情报院）特工搜集朝鲜核武器情报时所使用的代号。韩国电影《特工》剧情以黑金星经历为原型。本貫潘南朴氏。

## 生涯
畢業於葛院國民學校、淸州中學校、淸州高等學校後，進入陸軍三士官學校就讀。1977年從士官學校畢業後，任少尉。
朴采书从1990年开始参与韩国军方情报机构搜集朝鲜核武能力情报的行动，隸屬於國軍情報司令部韓美合同工作隊A-23小隊。
1995年朴采书开始为国家情报机构国家安全企划部以“黑金星”为代号工作，执行渗透朝鲜的任务。黑金星伪装成从退役少校改行的商人，在北京的韩国广告公司“AZA communication”任职。在成功地帮助金正日妹夫张成泽的外甥偿还了16万美元的债务，使其得以离开中国监狱后，黑金星得以借由张成泽访问平壤。黑金星接受BBC韩语科采访时说，1997年6月，他以韩国广告公司的高层行政人员，为达成朝鲜与韩国合作的广告项目，第一次与金正日见面。黑金星还多次与张成泽见面。
黑金星得知金正日不希望金大中在1997年12月的15届大韩民国总统选举中获胜。他向安企部汇报后得知安企部也不希望金大中胜选，准备与朝鲜方面联手阻挠他竞选总统。安企部计划让朝鲜在非军事区搞一次军事行动，这样选民就会转而支持金大中的对手李会昌。黑金星把竞选舞弊的消息透露给了金大中阵营，还说服了朝鲜官员不要在非军事区搞武装行动。之后金大中在选举中胜选。

## 结束潜伏后
金大中正式宣誓就任韩国总统（1998年2月25日）后，韩国情报部门故意泄露了一份文件，里面有黑金星工作的一些细节。黑金星身份因此暴露，不再进行间谍工作。随后朴采书举家前往北京生活。
2010年6月3日，因涉嫌向朝鲜特工泄露韩国军事机密，首尔中央地方检察厅公安1部逮捕了“黑金星”朴某（56岁）。朴某在1997年大选前的“北风事件”（对选举产生影响的朝鲜挑衅行动）当时作为国家安全企划部（现国家情报院）的对朝特工从事活动。据传他在该事件之后一直在中国开展对朝工作。
根据检方和国家情报院的信息，朴某涉嫌2004年被在中国活动的朝鲜特工收买并于2005~2007年间收取朝鲜的作战费，向朝鲜泄露韩国军方使用的各种作战理论和野战教材。